# Clouds
Clouds es una película de drama musical estadounidense dirigida y producida por Justin Baldoni y escrita por Kara Holden a partir de una historia de Holden, Patrick Kopka y Casey La Scala. Se basa en las memorias Fly a Little Higher: How God Answered a Mom's Small Prayer in a Big Way (Vuela un poco más alto: Cómo Dios respondió a la pequeña oración de una madre a lo grande) escrita por Laura Sobiech. La película está protagonizada por Fin Argus, Sabrina Carpenter, Madison Iseman, Neve Campbell, Tom Everett Scott y Lil Rel Howery, siguiendo la vida de Zach Sobiech.
La película fue estrenada en Disney+ el 16 de octubre de 2020.

## Argumento
En el otoño de 2012, Zach Sobiech (Fin Argus) realiza una interpretación acústica de "Sexy and I Know It" ante una multitud divertida en el concurso de talentos de su escuela. Zach ha estado luchando contra el osteosarcoma y ha recibido tratamientos regulares. Su mejor amiga, Sammy Brown (Sabrina Carpenter), le ayuda a escribir música ("Blueberries"). Zach se las arregla para invitar a su compañera de clase, Amy Adamle (Madison Iseman) a hacer un pícnic, pero antes de que pueda hacerlo, comienza a tener un ataque de tos que preocupa a su madre, Laura (Neve Campbell), quien lo lleva al hospital. Aquí descubren que Zach tiene un pulmón colapsado y se le realiza una cirugía de emergencia. Mientras se recupera, sus padres se enteran de que los tratamientos no han sido efectivos y que su cáncer ahora es terminal, lo que le da de seis a diez meses de vida. Zach les cuenta a Sammy y Amy sobre su diagnóstico mientras se inspira en su maestro, Milton Weaver (Lil Rel Howery), sobre lo que va a hacer con el resto de su vida.
En el invierno de 2012, Zach y su familia van a Lourdes, Francia, en el intento desesperado de Laura de que a Zach le ocurra algún tipo de milagro. Zach regresa a casa para pasar el rato con Sammy ("Coffee Cup") y se entera de que ha comprado entradas para un concierto de Jason Mraz. Zach decide aprovechar la oportunidad para preguntarle a Amy sobre el baile de graduación y ella acepta ("I'm Yours"). Después de tener convulsiones, Zach va a la casa de Sammy en medio de la noche para sugerirle que formen una banda. Ambos se dan cuenta de que tienen sentimientos románticos el uno por el otro, pero que su relación sentimental es imposible no sólo porque Zach esté saliendo con Amy sino también debido al poco tiempo que le queda. Continúan uniéndose por la composición de canciones ("Fix Me Up") y Sammy publica su música en YouTube, lo que les da algo de fama. A pesar de esto, Zach está seguro de que no logrará nada más allá del video. Más tarde, el Sr. Weaver lo alienta.
El padre de Zach, Rob (Tom Everett Scott), toma prestado un Nissan GT-R para que Zach lo conduzca e impresione a Amy. Mientras están en su casa, los dos proceden a besarse ("My Little Dancer"), pero cuando Amy comenta sobre sus cicatrices, Zach se desanima y le dice que nunca le ofrecerá las cosas que ella quiere de él y rompe con ella mientras se marcha en una rabieta. Laura confronta a Rob por la decisión de rentarle un auto a Zach y él se derrumba admitiendo que lo hizo para hacer feliz a su hijo, ya que no puede hacer nada para evitar su muerte. En la primavera de 2013, Weaver les revela a Zach y Sammy que mostró su video a BMI y que quieren firmar un contrato con ellos. Se dirigen a la ciudad de Nueva York para firmar, llamando a su banda A Firm Handshake ("Ames"). En el vuelo de regreso a casa, Zach de repente tiene un momento de energía creativa y escribe la canción "Clouds" y la graba poco después, convirtiéndose en un éxito.
Zach finalmente se toma el tiempo para disculparse con Amy por su comportamiento y los dos vuelven a estar juntos. Zach habla en privado con su madre sobre cómo manejar sus restos y su funeral, sugiriendo que se toque la gaita. Sammy y los Sobiech se enteran de que es posible que Zach no llegue al baile de graduación. Habiendo dado a Zach la oportunidad de tocar en el Metro Theater, deciden combinar el concierto con el baile de graduación y una recaudación de fondos para el osteosarcoma. Llega el día y, a pesar del empeoramiento de la salud de Zach, decide ir a actuar de todos modos. Sammy comienza el espectáculo interpretando "How to Go to Confession" antes de que Zach se dirija a interpretar "Clouds". La respiración de Zach comienza a fatigarse por falta de aire, pero se conmueve cuando ve uno de sus sueños realizarse: ver como toda la audiencia canta su canción.
Zach fallece el 20 de mayo de 2013. Aunque nunca lo logró, Zach escribió un ensayo universitario en el que le decía a la gente que no es necesario que descubran que morirán para poder comenzar a vivir. Sammy, Amy y otros amigos se juntan para una foto grupal en memoria de Zach; notando que una nube en el cielo se parece a una letra "Z". Durante los créditos, las imágenes de la obra real de Zach y Sammy se combinaron con imágenes de los realizadores filmando escenas de la película, así como el elenco y el equipo reuniéndose con las personas reales involucradas en la vida de Zach ("Sandcastles").

## Reparto
| Actor/Actriz            | Personaje     | Notas                            |
| ----------------------- | ------------- | -------------------------------- |
| Fin Argus               | Zach Sobiech  | Hijo de Rob y Laura              |
| Madison Iseman          | Amy Adamle    | Novia de Zach                    |
| Sabrina Carpenter       | Sammy Brown   | Mejor amiga de Zach              |
| Lil Rel Howery          | Milton Weaver | Profesor de Zach                 |
| Tom Everett Scott       | Rob Sobiech   | Padre de Zach y esposo de Laura  |
| Neve Campbell           | Laura Sobiech | Madre de Zach y la esposa de Rob |
| Summer H. Howell        | Grace Sobiech | Hermana menor de Zach            |
| Vivien Endicott-Douglas | Alli Sobiech  | Hermana mayor de Zach            |
| Dylan Everett           | Sam Sobiech   | Hermano mayor de Zach            |
| Jason Mraz              | Él mismo      | Cantante                         |

Emily Baldoni aparece como reportera de CNN. Muchos de los conocidos de Zach Sobiech en la vida real hacen cameos en la película. Setenta de los amigos y familiares de Zach hicieron un cameo durante las tomas de la multitud durante el concierto de Jason Mraz y el concierto al final de la película. El amigo de la vida real de Zach, Mitchell Kluesner, esencialmente interpretándose a sí mismo, aparece en la escena del aula sentado detrás de Zach. La verdadera Grace Sobiech aparece como una estudiante de secundaria al principio de la película, mientras que la verdadera Amy Adamle aparece junto con Madison Iseman en el estudio de baile.

## Producción

### Desarrollo
En febrero de 2016, se anunció que Warner Bros había adquirido los derechos de las memorias Fly a Little Higher: How God Answered a Mom's Small Prayer in a Big Way de Laura Sobiech, con Justin Baldoni listo para dirigir la película. En septiembre de 2019, Fin Argus, Madison Iseman y Sabrina Carpenter se unieron al elenco de la película. En octubre de 2019, Neve Campbell, Tom Everett Scott y Lil Rel Howery se unieron al elenco de la película.

### Rodaje
La fotografía principal comenzó el 19 de octubre de 2019. La mayor parte se filmó en Baie-D'Urfé, Quebec, Canadá y en Sainte-Anne-de-Bellevue, Quebec, Canadá. Parte de ella fue filmada en Heritage Regional High School. El rodaje finalizó el 27 de noviembre de 2019.

## Estreno
El 14 de mayo de 2020, se anunció que Disney+ había adquirido los derechos de distribución de la película de Warner Bros, a la luz del impacto de la pandemia de COVID-19 en la industria cinematográfica.Clouds fue estrenada el 16 de octubre de 2020. Tres años después, en 2023, la película fue retirada en Disney+ el 26 de mayo de 2023.

## Recepción
En el sitio web agregador de reseñas Rotten Tomatoes, la película tiene un índice de aprobación del 78% basado en 23 reseñas, con una calificación promedio de 6.70 / 10. Metacritic asignó a la película un puntaje promedio ponderado de 55 sobre 100, basado en 7 críticos, indicando "críticas mixtas o promedio".
Después del lanzamiento de la película, la canción "Clouds" llegó a la lista de canciones de iTunes en el puesto número 1 por segunda vez, 7 años después de la muerte de Zach Sobiech.